# Obština Karnobat
Obština Karnobat (bulharsky Община Карнобат) je bulharská jednotka územní samosprávy v Burgaské oblasti. Leží ve východním Bulharsku v Burgaské nížině v Karnobatské kotlině, jedné ze Zabalkánských kotlin. Sídlem obštiny je město Karnobat, kromě něj zahrnuje obština 30 vesnic. Žije zde přes 22 tisíc stálých obyvatel.

## Sídla
| - Asparuchovo - Cerkovski - Čerkovo - Detelina - Devetak - Devetinci - Dobrinovo - Draganci - Dragovo - Ekzarch Antimovo - Glumče | - Chadžiite - Iskra - Karnobat (sídlo správy) - Klikač - Kozare - Krumovo Gradište - Krušovo - Mădrino - Nevestino - Ognen - Raklica | - San-Stefano - Sărnevo - Sigmen - Smolnik - Sokolovo - Venec - Zimen - Železnik - Žitosvjat |

## Sousední obštiny
| Růžice kompasu |          | Sungurlare       | Ruen   | Růžice kompasu |
| Růžice kompasu | Straldža | Sever            | Ajtos  | Růžice kompasu |
| Růžice kompasu | Straldža | Obština Karnobat | Ajtos  | Růžice kompasu |
| Růžice kompasu | Straldža | Jih              | Ajtos  | Růžice kompasu |
| Růžice kompasu |          | Sredec           | Kameno | Růžice kompasu |

## Obyvatelstvo
V obštině žije 22 611 stálých obyvatel a včetně přechodně hlášených obyvatel 28 002. Podle sčítáni 1. února 2011 bylo národnostní složení následující:
- Bulhaři: 19 030 (83.5 %)
- Turci: 2 125 (9.3 %)
- Romové: 1 202 (5.3 %)
- ostatní: 430 (1.9 %)